# Ямадзаки, Ивао
Ивао Ямадзаки (яп. 山崎巌 Ямадзаки Ивао, 16 сентября 1894, Окава — 26 июня 1968) — японский государственный деятель, министр внутренних дел Японии (1945 и 1960).

## Биография
После окончания в 1918 году юридического факультета Токийского императорского университета поступил на службу в Министерство внутренних дел. Затем перешёл в Министерство здравоохранения на должность директора департамента социальных услуг.
В 1938—1939 годах — губернатор префектуры Сидзуока. Вскоре вернулся в министерство внутренних дел, где занимал должности директора департаментов общественных работ, а затем — директора департамента общественной безопасности. В 1940 году становится генеральным суперинтендантом Токийской столичной полиции.
В 1942—1945 годах — заместитель министра внутренних дел. В середине 1944 года был назначен гражданским администратором оккупированного японцами острова Борнео, проводил политику японизации местных жителей.
В 1945 году — государственный секретарь (министр) внутренних дел Японии. На этой должности попытался запретить публикацию фотографии императора Хирохито вместе с генералом Дугласом Макартуром, на том основании, что это унизительно для достоинства императора. Это вызвало гнев оккупационных властей, пытавшихся сформировать более «человечный» образ Хирохито. Также выступал против решения оккупационных властей освободить политических заключенных, заявив, что каждый, кто оспаривает статус императора — это коммунист, который должен быть арестован. В начале октября 1945 года ушёл в отставку вместе с остальными членами кабинета в знак протеста против отмены «Закона о поддержании порядка» от 1925 года и был немедленно помещён в список тех чиновников, кто лишался права занимать государственные должности.
После завершения оккупации Японии в 1952 году был избран в Палату представителей парламента страны от ЛДП. Во время дебатов по принятию послевоенной Конституции Японии публично заявил, что возможным лучшим решением для страны стал бы статус протектората США.
Являлся представителем право-консервативного крыла ЛДП, был одним из ведущих членов фракции во главе с Мицухиро Иси. В 1957 году становится председателем бюджетного комитета Палаты представителей. В июле-октябре 1960 года — министр внутренних дел Японии. Был вынужден уйти в отставку в результате скандала, вызванного убийством главы Социалистической партии Японии Инэдзиро Асанумы.